# カブトウオ
カブトウオ（学名：Poromitra crassiceps、シノニム：P. cristiceps）は、クジラウオ目カブトウオ科に属する魚類の一種である。

## 分布
太平洋などの深度200～2000m付近の深海に生息するとされ、寒海水域では、比較的浅い場所にも進出することもある。

## 特徴
名前の由来は体長の1/3ほどもある厳つい頭部にあり、近縁のキンメダイ科のオニキンメにも似た黒い体色だが、体長は小さく、最大でも14cmほどで、捕獲される時も10cm以下の種類が殆どである。
カブトウオ科には5属36種が含まれる。種類の多さから、大型の深海生物の重要な餌の地位にあると思われる。餌は主にプランクトンや小魚、皆脚類などの浮遊性甲殻類など。